# Verwegene Landung
Verwegene Landung (Originaltitel: Men of the Fighting Lady) ist ein US-amerikanischer Kriegsfilm von Andrew Marton aus dem Jahr 1954. Das Drehbuch des Films basiert auf den Erzählungen The Forgotten Heroes of Korea von James A. Michener und The Case of the Blind Pilot von Harry A. Burns.

## Handlung
Während des Koreakriegs besucht der Schriftsteller James A. Michener einen Flugzeugträger der US-Navy im Japanischen Meer. Commander Dowling erzählt ihm eine Version der Weihnachtsgeschichte.
Kurz vor Weihnachten bereitet Lieutenant Commander Grayson die Piloten um Kenneth Schecter auf eine Mission vor. Die Piloten sollen eine Eisenbahnlinie bombardieren. Die Männer starten mit ihren Kampfjets, die Mission ist ein Erfolg. Allerdings muss sich Grayson mit dem Schleudersitz retten. Eine Helikopter-Mannschaft kann ihn aus dem eisigen Meer retten. Dowling erteilt Grayson einen Tadel. Auch der Kriegsveteran Lieutenant Commander Ted Dodson übt Kritik an ihm.
Die Eisenbahnlinie wird von den Koreanern schnell wieder repariert, sodass die amerikanischen Piloten immer wieder aufs Neue Bomben abwerfen müssen. Dowling warnt die Männer, besonders Grayson, unter 300 Meter zu fliegen. Bei der Rückkehr von einer der Missionen verunglückt Dodson bei der Landung auf dem Träger. Seine schwer beschädigte Maschine explodiert auf dem Deck. Schecter und Lieutenant Thayer packen Dodsons Sachen, während Grayson nicht verstehen kann, warum er lebt, während ein Familienvater tot ist.
Am Weihnachtstag soll der 27. Angriff auf die Eisenbahnlinie erfolgen. Den Piloten wird erlaubt, auch andere militärische Ziele mit Napalm zu bombardieren. Gegen Ende des Angriffs wird Schecters Maschine getroffen. Schecter erblindet durch die ihn treffenden Trümmerteile. Thayer fliegt Seite an Seite mit Schecter und dirigiert ihn über Funk. Schecter, der bewusstlos zu werden droht, kommt vom Kurs ab. Thayer fordert ihn auf, aus der Maschine zu steigen, doch ein technischer Defekt vereitelt den Plan. Um die Schmerzen auszuhalten, injiziert sich Schecter selber Morphium, während Thayer ständig über Funk mit ihm spricht, damit er wach bleibt. Thayer entschließt sich, den jungen Piloten zum Träger zu lotsen. Tatsächlich glückt die riskante Landung.
Am Nachmittag des gleichen Tages nehmen die Männer an einer Weihnachtsfeier teil. Ihnen wird ein Film gezeigt, den die Navy produziert hat. Im Film werden Familienangehörige der Piloten gezeigt. Die Männer sind bewegt, doch als Dodsons Familie zu sehen ist, werden sie traurig.
Dowling erzählt Michener, dass Schecter wieder teilweise sehen kann. In Stanford studiert er Wirtschaftswissenschaft. Michener erkennt, dass jeder Mann sein eigenes Ich sucht, und dass ein Schiff ein guter Ort ist, um zu lernen, wer man ist.

## Hintergrund
Gedreht wurde die Produktion der MGM auf dem Flugzeugträger Oriskany. Die Kampfjets waren Maschinen vom Typ Grumman F9F, ein Jagdbomber mit dem Spitznamen „Panther“. Die Szenen der Bruchlandung von Lt. Cmdr. Dodson auf dem Träger stammten von den Aufnahmen eines echten Unglücks, das sich am 23. Juni 1951 ereignete. Der Pilot George Duncan geriet beim Landeanflug auf den Flugzeugträger Midway in ein Luftloch. Zwar kam es zu einer Bruchlandung, bei der die Maschine explodierte, doch im Gegensatz zu dem Filmpiloten überlebte Duncan das Unglück mit leichten Verbrennungen an den Ohren.
Die Figur des Paul Grayson ist dem militärischen Berater des Films, Commander Paul N. Gray, US Navy, nachempfunden, der für seine Tiefflüge während seiner Einsätze im Koreakrieg bekannt war.
Für das Szenenbild waren Art-Director Cedric Gibbons und Ausstatter Edwin B. Willis zuständig. Das Tonstudio leitete Douglas Shearer. Die Spezialeffekte stammen von A. Arnold Gillespie und Warren Newcombe.
Der Film wurde am 7. Mai 1954 in den USA uraufgeführt. In Deutschland erschien er 14. April 1955 erstmals in den Kinos.

## Kritiken
Für das Lexikon des internationalen Films war Verwegene Landung ein „sentimental-verlogener Kriegsfilm ohne jedes Problembewußtsein gegenüber kriegerischer Gewaltanwendung. Stattdessen interessiert er sich für die Beschreibung technischer Vorgänge auf einem US-Flugzeugträger und der Landung eines erblindeten Piloten, wobei er zugegebenermaßen dramatisches Geschick und dementsprechend Spannung entwickelt.“
Bosley Crowther von der New York Times bemerkte, MGM habe den Koreakrieg in ein teures Starvehikel umgewandelt.